# 林宏 (銀行家)
林 宏（はやし ひろし、1931年8月11日 - 2002年12月16日）は、日本の経営者。三菱信託銀行社長を務めた。東京都出身。

## 経歴
1957年に東京大学経済学部経済学科を卒業し、同年に三菱信託銀行に入行。1984年6月に取締役に就任し、1986年6月に常務、1988年6月に専務、1989年6月に副社長を経て、1990年3月には社長に就任。1995年6月に会長に就任。
2002年12月16日に肝不全のために死去。71歳没。